# آلواملین
آلواملین (انگلیسی: Alvameline) آلواملین (Lu 25-109) یک آگونیست گیرنده M1 و آنتاگونیست گیرنده M2/M3 است که برای درمان بیماری آلزایمر تحت بررسی بود، اما نتایج ضعیفی در کارآزمایی‌های بالینی داشت و در پی آن متوقف شد.